# Chorthippus pullus
Chorthippus pullus är en insektsart som först beskrevs av Philippi 1830.  Chorthippus pullus ingår i släktet Chorthippus och familjen gräshoppor. Inga underarter finns listade i Catalogue of Life.

## Bildgalleri

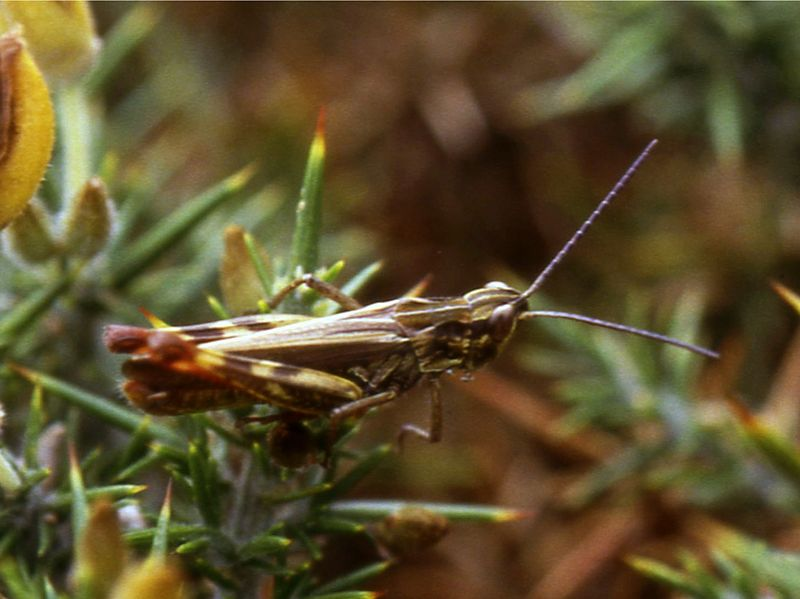